# 프랜시스 포드 코폴라
프랜시스 포드 코폴라(영어: Francis Ford Coppola, 1939년 4월 7일 ~ )는 미국의 영화 감독이다. 오스카상을 다섯 번, 황금종려상을 두번 수상하였다. 영화 감독 소피아 코폴라의 아버지이자 니콜라스 케이지의 삼촌이다.

## 약력
디트로이트 교향악단의 플룻 주자의 아들로 태어나, 롱 아일랜드에서 자랐다. 10세 때 아버지의 8mm 카메라를 이용해 영화를 만들기 시작하였다. 고등학교를 졸업 한 후 연극을 공부하였고, 캘리포니아 대학교 로스앤젤레스 영화학과에서 짐 모리슨을 만났다.

## 수상 경력
- 1971년 제23회 미국작가조합상 각본상
- 1971년 제43회 아카데미시상식 각본상
- 1973년 제30회 골든글로브시상식 각본상
- 1973년 제30회 골든글로브시상식 감독상
- 1973년 제30회 골든글로브시상식 드라마부문 작품상
- 1973년 제25회 미국감독조합상 영화부문 감독상
- 1974년 제27회 칸 영화제 특별언급상
- 1974년 제27회 칸 영화제 황금종려상
- 1975년 제9회 전미비평가협회상 감독상
- 1975년 제27회 미국감독조합상 영화부문 감독상
- 1975년 제27회 미국작가조합상 각색상
- 1975년 제47회 아카데미시상식 각색상
- 1975년 제47회 아카데미시상식 감독상
- 1975년 제47회 아카데미시상식 작품상
- 1979년 제32회 칸 영화제 황금종려상
- 1980년 제37회 골든글로브시상식 감독상
- 1980년 제33회 영국아카데미시상식 데이빗 린상
- 1981년 제1회 런던비평가협회상 감독상
- 1987년 제15회 모스크바국제영화제 공로상
- 1991년 제41회 베를린국제영화제 뉴탤런트상
- 1992년 제18회 새턴어워즈 최우수 호러,스릴러상
- 1992년 제18회 새턴어워즈 최우수감독상
- 1998년 제50회 미국감독조합상 공로상
- 2002년 제50회 산세바스찬국제영화제 평생공로상
- 2011년 제83회 아카데미시상식 평생공로상

## 필모그래피
- 더 벨보이 앤 더 플레이걸스 (1962)
- 투나잇 포 슈어 (1962)
- 배틀 비욘드 더 선 (1962)
- 디멘시아 13 (1963)
- 유어 빅 보이 나우 (1966)
- 피니안의 무지개 (1968)
- 빗 속의 연인 (1969)
- 대부 (1972)
- 컨버세이션 (1974)
- 대부 2 (1974)
- 지옥의 묵시록 (1979)
- 마음의 저편 (1981)
- 아웃사이더 (1983)
- 럼블 피쉬 (1983)
- 커튼 클럽 (1984)
- 캡틴 EO (1986)
- 페기 수 결혼하다 (1986)
- 병사의 낙원 (1987)
- 터커 (1988)
- 뉴욕 스토리 - "Life Without Zoë" (1989)
- 대부 3 (1990)
- 드라큘라 (1992)
- 잭 (1996)
- 레인메이커 (1997)
- 유스 위드아웃 유스 (2007)
- 테트로 (2009)
- 트윅스트 (2011)
- 디스턴트 비전 (미정)
- 메갈로폴리스 (미정)